# Yokkaichi Challenger 2022
Il Yokkaichi Challenger 2022 è stato un torneo maschile tennis professionistico. È stata la 2ª edizione del torneo, facente parte della categoria Challenger 80 nell'ambito dell'ATP Challenger Tour 2022, con un montepremi di 53 120 $. Si è svolto dal 21 al 27 novembre 2022 sui campi in cemento del Yokkaichi Tennis Center di Yokkaichi, in Giappone.

## Partecipanti

### Teste di serie
| Nazionalità   | Giocatore       | Ranking* | Testa di serie |
| ------------- | --------------- | -------- | -------------- |
| Giappone      | Kaichi Uchida   | 161      | 1              |
| Australia     | James Duckworth | 173      | 2              |
| Giappone      | Yosuke Watanuki | 196      | 3              |
| Giappone      | Rio Noguchi     | 205      | 4              |
| Taipei cinese | Hsu Yu-hsiou    | 217      | 5              |
| Romania       | David Ionel     | 233      | 6              |
| Vietnam       | Lý Hoàng Nam    | 234      | 7              |
| Australia     | Dane Sweeny     | 248      | 8              |

* Ranking al 14 novembre 2022.

### Altri partecipanti
I seguenti giocatori hanno ricevuto una wild card per il tabellone principale:
- Shinji Hazawa
- Shintaro Imai
- Naoki Nakagawa

Il seguente giocatore è entrato in tabellone con il ranking protetto:
- Yūichi Sugita

I seguenti giocatori sono passati dalle qualificazioni:
- Keisuke Saitoh
- Shuichi Sekiguchi
- Lee Duck-hee
- Colin Sinclair
- Makoto Ochi
- Yuki Mochizuki

Il seguente giocatore è entrato in tabellone come lucky loser:
- James Kent Trotter

## Campioni

### Singolare
Yosuke Watanuki ha sconfitto in finale  Frederico Ferreira Silva con il punteggio di 6–2, 6–2.

### Doppio
Hsu Yu-hsiou /  Yuta Shimizu hanno sconfitto in finale  Masamichi Imamura /  Rio Noguchi con il punteggio di 7–6(2), 6–4.